# リュドミラ・フィラトヴァ
リュドミラ・パヴロヴナ・フィラトヴァ（ロシア語: Людмила Павловна Филатова; ラテン文字表記例：Ludmila Pavlovna Filatova 1935年10月6日 - ）は、旧ソ連出身のメゾソプラノ歌手。
オレンブルクの生まれ。1953年からレニングラード国立大学で数学と力学を専攻して1958年に卒業したが、在学中から大学の合唱部に所属。1957年からエレナ・アンティクに声楽の指導を受ける。1958年からマリインスキー劇場のオーディションを受けて合格し、合唱団員となった。1960年には全ソ連音楽コンクールの歌唱部門で優勝し、以降はマリインスキー劇場を中心に演奏活動を行った。1980年にはロシア連邦人民芸術家、1983年にはソ連人民芸術家の称号を得た。